# 1891 en mathématiques
| Années des mathématiques : 1888 - 1889 - 1890 - 1891 - 1892 - 1893 - 1894    |
| Décennies des mathématiques : 1860 - 1870 - 1880 - 1890 - 1900 - 1910 - 1920 |

Cet article présente les faits marquants de l'année 1891 en mathématiques.

## Évènements
- Dans un article intitulé Über eine elementare Frage zur Mannigfaltigkeitslehre publié dans les Jahresbericht der Deutschen Mathematiker-Vereinigung, le mathématicien allemand Georg Cantor démontre le théorème de Cantor à l'aide de l'argument diagonal[1].
- Les mathématiciens Evgraf Fedorov et Arthur Moritz Schoenflies réalisent indépendamment un classement des cristaux en 230 groupes d'espace[2].
- Le mathématicien français Édouard Lucas formule le problème des ménages[3].

## Naissances
- 24 janvier : Abram Besicovitch (mort en 1970), mathématicien russe.
- 16 février : Nicolas Muskhelichvili (mort en 1976), mathématicien et académicien soviétique.
- 17 février : Abraham Adolf Fraenkel, mathématicien allemand puis israélien.
- 22 avril : Harold Jeffreys (mort en 1989), mathématicien et statisticien, géophysicien et astronome britannique.
- 4 juin : Leopold Vietoris (mort en 2002), mathématicien autrichien.
- 13 juin : Pierre Humbert (mort en 1953), mathématicien français.
- 5 juillet : André Pochan, physicien et mathématicien français.
- 18 juillet :
  - Émil Julius Gumbel (mort en 1966), mathématicien allemand.
  - Helene Stähelin (morte en 1970), mathématicienne suisse.
- 7 septembre : Georges Cuisenaire (mort en 1975), pédagogue belge en mathématiques.
- 14 septembre : Ivan Vinogradov (mort en 1983), mathématicien russe.
- 30 septembre : Otto Schmidt (mort en 1956), mathématicien, astronome, géophysicien et homme d'État soviétique.
- 9 novembre : Rodion Kouzmine (mort en 1949), mathématicien russe.
- 13 novembre : Jean-Baptiste Gorren (mort en 1972), mathématicien et philosophe marxiste belge.

## Décès
- 22 janvier : Benjamin Constant Botelho de Magalhães (né en 1836), militaire, ingénieur, mathématicien, penseur politique et homme d’État brésilien.
- 10 février : Sofia Kovalevskaïa (née en 1850), mathématicienne russe.
- 27 avril : Maximilien Marie (né en 1819), mathématicien français.
- 9 juin : Ludvig Lorenz (né en 1829), physicien et mathématicien danois.
- 30 août : Emanoil Bacaloglu (né en 1830), mathématicien, physicien et chimiste roumain.
- 17 septembre : Joseph Petzval (né en 1807), mathématicien, inventeur et physicien allemand hongrois.
- 3 octobre : Édouard Lucas (né en 1842), mathématicien français.
- 18 novembre : Joseph Wolstenholme (né en 1829), mathématicien britannique.
- 29 décembre : Leopold Kronecker (né en 1823), mathématicien allemand.